# Correzzana
Correzzana ist eine norditalienische Gemeinde (comune) mit 3201 Einwohnern (Stand 31. Dezember 2023) in der Provinz Monza und Brianza in der Lombardei. Die Gemeinde liegt etwa 9,5 Kilometer nordnordöstlich von Monza und etwa 24 Kilometer nordöstlich von Mailand am Parco delle Valle del Lambro. Der Lambro ist die westliche Grenze der Gemeinde. Östlich grenzt Correzzana an die Provinz Lecco. 

## Persönlichkeiten
- Fabiano Santacroce (* 1986), Fußballspieler (Verteidiger, in Correzzana aufgewachsen).
- Gianluca Grignani (* 1972), Sänger (lebte ab dem 17. Lebensjahr in Correzzana)